# Stefan Wierzbowski

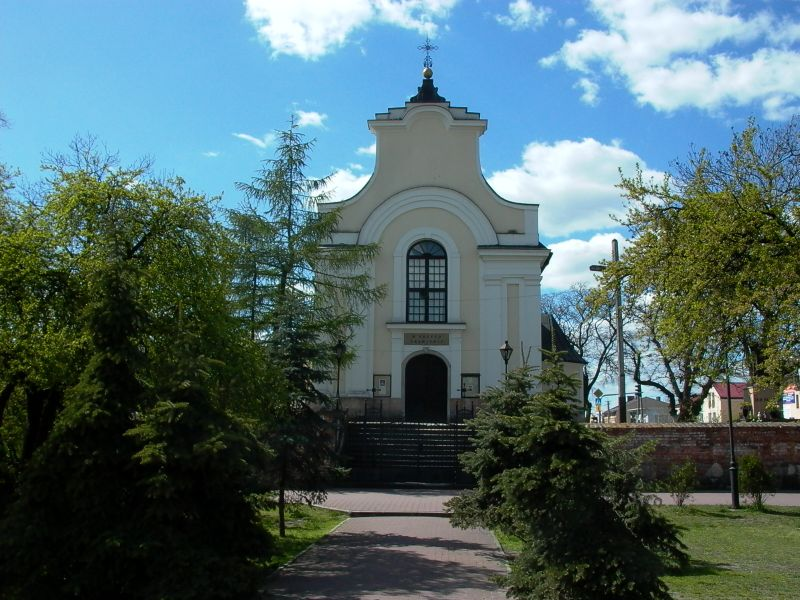
Kościół pw. Podwyższenia Krzyża Świętego w Górze Kalwarii - miejsce spoczynku bp. Stefana Wierzbowskiego

Stefan Wierzbowski (ur. 1620, zm. 7 marca 1687) – biskup poznański w latach 1664–1687, arcybiskup nominat gnieźnieński w 1687, referendarz wielki koronny od 1662 roku, założyciel Nowej Jerozolimy (obecnie Góra Kalwaria). Zmumifikowane ciało Biskupa Stefana Wierzbowskiego spoczywa w sarkofagu w krypcie kościoła Podwyższenia Krzyża Świętego w Górze Kalwarii. W 1674 pełnił funkcję interreksa w zastępstwie prymasa.

## Życiorys
Był synem kasztelana inowłodzkiego i starosty szadkowskiego Mikołaja z Wielkiego Chrząstowa Wierzbowskiego i Urszuli Grudzińskiej z Poddębic, córki kasztelana nakielskiego Stefana Grudzińskiego i Jadwigi z Cerekwicy. Miał 4 braci: Wojciecha, Władysława, Hieronima i Zygmunta - sprawujących wysokie urzędy świeckie, głównie w województwach łęczyckim, sieradzkim i brzeskokujawskim; oraz siostrę Annę, żonę Jana Łaskiego - ostatniego potomka rodu Łaskich herbu Korab.
Pierwszym poważniejszym stanowiskiem kościelnym sprawowanym przez Stefana Wierzbowskiego była funkcja archidiakona łuckiego. Był także administratorem diecezji łuckiej w czasie wakatu. W 1653 r. otrzymał prowizję na kanonię krakowską, a w 1660 r. został mianowany opatem paradyskim. Wzmiankowany był także jako referendarz koronny. Nominację na biskupstwo poznańskie otrzymał jeszcze pod koniec 1663 r.
Na sejmie abdykacyjnym 16 września 1668 roku podpisał akt potwierdzający abdykację Jana II Kazimierza Wazy. Po abdykacji Jana II Kazimierza Wazy w 1668 roku popierał do polskiej korony kandydaturę francuskiego księcia Wielkiego Kondeusza. Był członkiem konfederacji generalnej zawiązanej 5 listopada 1668 roku na sejmie konwokacyjnym. Był elektorem Michała Korybuta Wiśniowieckiego w 1669 roku z województwa poznańskiego. Był deputatem z Senatu do Rady Wojennej przy królu w 1673 roku.
Był członkiem konfederacji generalnej zawiązanej 15 stycznia 1674 roku na sejmie konwokacyjnym.
Na stałe osiadł w Warszawie. Jako pierwszy przyjął tytuł biskupa poznańskiego i warszawskiego. Nieprawnie nazywał się biskupem “warszawskim“, ponieważ Warszawa była tylko Archidiakonatem w diecezji poznańskiej. Po śmierci arcybiskupa Jana Wydźgi w 1685 r. został przez króla Jana III Sobieskiego nominowany do objęcia arcybiskupstwa gnieźnieńskiego. Zatwierdzeniu Stefana na arcybiskupa długo opierała się jednak Stolica Apostolska, gdyż w przeszłości pozwolił on na wzięcie ślubu Hieronimowi Lubomirskiemu pomimo niezgodności związku z prawem kanonicznym. Zmarł 7 marca 1687 r. w Górze Kalwarii nie doczekawszy zezwolenia papieskiego na objęcie funkcji zwierzchnika Kościoła polskiego. W 1791 jego szczątki zostały przeniesione do podziemi kościoła Podwyższenia Krzyża Świętego w Górze Kalwarii.
W kościele pw. Wniebowzięcia NMP i św. Jakuba Apostoła w Szadku nad mensą ołtarza pw. S.S. Aniołów Stróżów jest umieszczona tablica wspominająca biskupa. „Stephanus Episcopus Posnanensis, antea Archidiakonus Luceoriensis eiusdem episcopatus administrator, Canonicus Cracoviensis, Abbas Paradiensis, Referendarius Regni et Camerae regiae Thesaurarius”.

## Działalność biskupia
W roku 1666 – odkupił od braci Górskich wieś Górę i w roku 1672 założył na jej terenie Nową Jerozolimę (obecnie – Góra Kalwaria). Założył miasto na planie ówczesnego wyobrażenia o Jerozolimie. Zbudował Kalwarię, do której zaczęli pielgrzymować wierni (miała zastąpić pielgrzymkę do Ziemi Świętej). Akt założycielski zabraniał osiedlania się żydów w tym mieście.
- 1670 – zaprojektował herb Nowej Jerozolimy (Góra Kalwaria). Wydał dekret uznający za cudowny obraz Matki Bożej Cierpliwie Słuchającej w Rokitnie.

- 1672 – współautor konfederacji w obronie króla Korybuta Wiśniowieckiego, po podpisaniu przez niego haniebnego traktatu pokojowego z Turkami.

- Bezkrólewie 1673–1674 – na sejmie konwokacyjnym, przed sejmem elekcyjnym (na którym wybrano Jana III Sobieskiego) zastąpił chorego Intrrexa prymasa Czartoryskiego. Elektor Jana III Sobieskiego z województwa poznańskiego w 1674 roku[10].

- Założyciel zakonu Marianów Stanisław Papczyński otrzymuje, (po roku 1674) na siedzibę zakonu, od biskupa Wierzbowskiego Wieczernik w Nowej Jerozolimie .

- 1674 - wybudował też w Nowej Jerozolimie Kościół nazywany kaplicą Piłata (obecny kościół pw. Podwyższenia Krzyża Świętego) – w nim znajduje się krypta ze zmumifikowanymi zwłokami biskupa.

- 1675 – w Nowej Jerozolimie zbudowano, z polecenia biskupa, Kolegium Pijarów – obecnie Dom Opieki Społecznej.

- 1677 – dekret uznający za cudowny obraz Św. Rodziny w Miedniewicach.

- 1678 – biskup poznański Stefan Wierzbowski erygował w Ostrówku (na prawym brzegu Wisły) nową parafię i wybudował kościół pod wezwaniem św. Izydora.

- 1684 – dekret o powołaniu w Warszawie drugiego seminarium duchownego (obecnie – Wyższe Metropolitalne Seminarium Duchowne).
- 1684 - zatwierdził kult Cudownego Obrazu Matki Bożej w kościele w Lewiczynie

- 1687 – dbając o działalność charytatywną wydał szczegółowe przepisy szpitalne i regulaminy dla pensjonariuszy szpitali parafialnych. Proboszczowie mieli obowiązek opiekowania się biednymi, przeznaczając 1/3 swych dochodów na utrzymanie szpitali parafialnych.

- 1687 – poświęcił kościół św. Katarzyny we wsi Służew (obecnie Warszawa dzielnica Ursynów).